# Ikurrina
L'ikurrina (in spagnolo ikurriña) è la bandiera creata nel 1894 dai fratelli Luis e Sabino Arana (fondatore del PNV, Partito Nazionalista Basco), come simbolo dei Paesi Baschi (Euskal Herria in basco) di Spagna e Francia e che inizialmente si identificava nella provincia spagnola di Biscaglia.
Su sfondo rosso (colore della Biscaglia), sul quale si sovrappone una croce verde, simbolo di sant'Andrea, patrono di Biscaglia, ed una bianca, simbolo della religione cattolica.
L'insieme ricorda la bandiera del Regno Unito e forse la grande ammirazione provata da Arana per la Scozia (la cui bandiera è anch'essa una croce di Sant'Andrea) è stata ispiratrice per l'ideazione di quella basca.
Secondo un'altra interpretazione la croce verde rappresenterebbe l'Albero di Guernica e l'insieme delle linee orizzontali, verticali e diagonali su fondo rosso lo scudo di Navarra.
Anche la parola ikur'ina è una creazione dei fratelli Pérez de Arana, un neologismo che etimologicamente deriva da ikur (simbolo), inteso come traduzione basca di bandiera.
L'ikurrina, spodestando antichi simboli come l'aquila nera del Regno di Navarra (arrano beltza) fu adottata come stemma ufficiale dal partito indipendentista nel 1934 e come simbolo della regione spagnola dei Paesi Baschi negli anni settanta.
L'ikurrina è anche una dei simboli che appaiono nella bandiera di Saint-Pierre e Miquelon, comunità francese in America Settentrionale, a testimonianza dell'eredità culturale basca.

## Galleria d'immagini

Stemma ufficiale di Saint-Pierre e Miquelon, Francia. Si nota l'ikurriña in alto a sinistra.
Bandiera non ufficiale di Saint-Pierre e Miquelon, Francia. Si nota l'ikurriña in alto a sinistra.
L'ikurriña disegnata da Sabino Arana nel 1896